# Хромово-ванадієва сталь
Хро́мово-вана́дієва сталь (англ. Chromium-vanadium steel, Cr-V) — назва легованої сталі яка містить вуглець, манган, фосфор, сірка, кремній, хром та ванадій. Деякі форми можуть використовуватись як швидкорізальна сталь. Як хром так і ванадій роблять сталь більш твердою. Хром також допомагає опиратись стиранню, окислюванню та корозії. Хром та вуглець також збільшують пружність.